# Campionat d'Espanya de motocròs 1963
La temporada de 1963 del Campionat d'Espanya de motocròs fou la 5a edició d'aquest campionat, organitzat per la Reial Federació Motociclista Espanyola. Aquell any i el següent, la federació estatal va decidir que el campionat es disputés a una sola prova a final de temporada. El 1963, aquesta prova es va fer el 8 de desembre al circuit d'Aiete (un barri de Sant Sebastià) i el 1964, al circuit de San Isidro (Burgos), el 6 de desembre.

## Classificació final

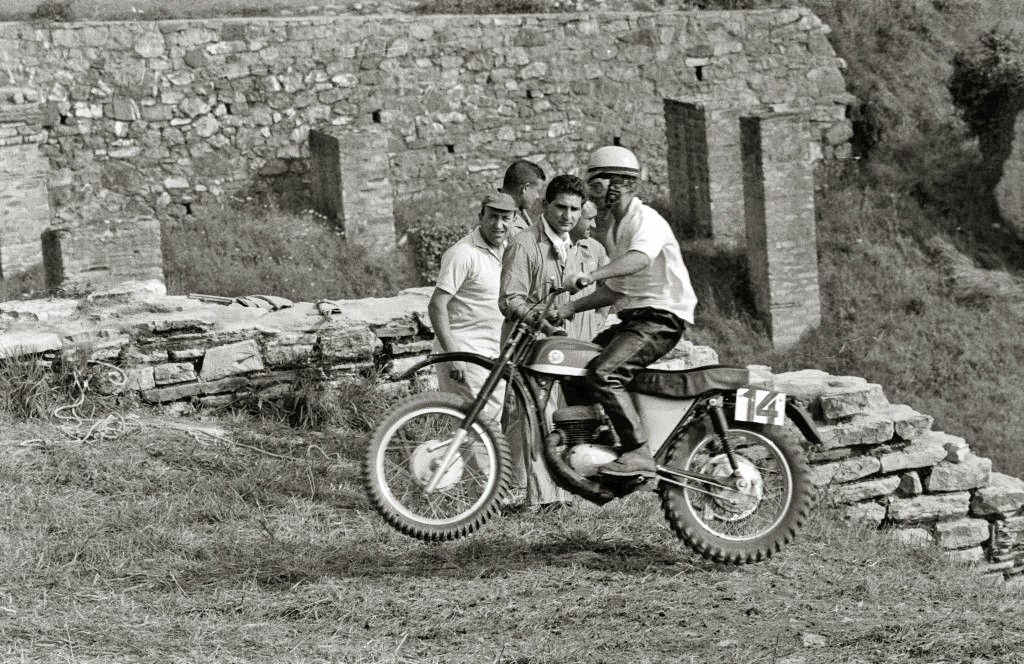
Un participant durant la prova, amb una Montesa Impala Cross

Font:

### 125cc
| Posició | Pilot            | Motocicleta | Punts |
| ------- | ---------------- | ----------- | ----- |
| 1       | Pere Pi          | Montesa     | ?     |
| 2       | José Sánchez     | Bultaco     | ?     |
| 3       | Francesc Lancho  | Bultaco     | ?     |
| 4       | Oriol Puig Bultó | Bultaco     | ?     |
| 5       | Jesús Sáiz       | Bultaco     | ?     |
| 6       | Ramon Costa      | Bultaco     | ?     |
| 7       | Manuel Olivencia | Montesa     | ?     |
| 8       | Joan Costa       | Bultaco     | ?     |
| 9       | Antonio Sivate   | Bultaco     | ?     |
| 10      | José Castillo    | Bultaco     | ?     |

### 250cc

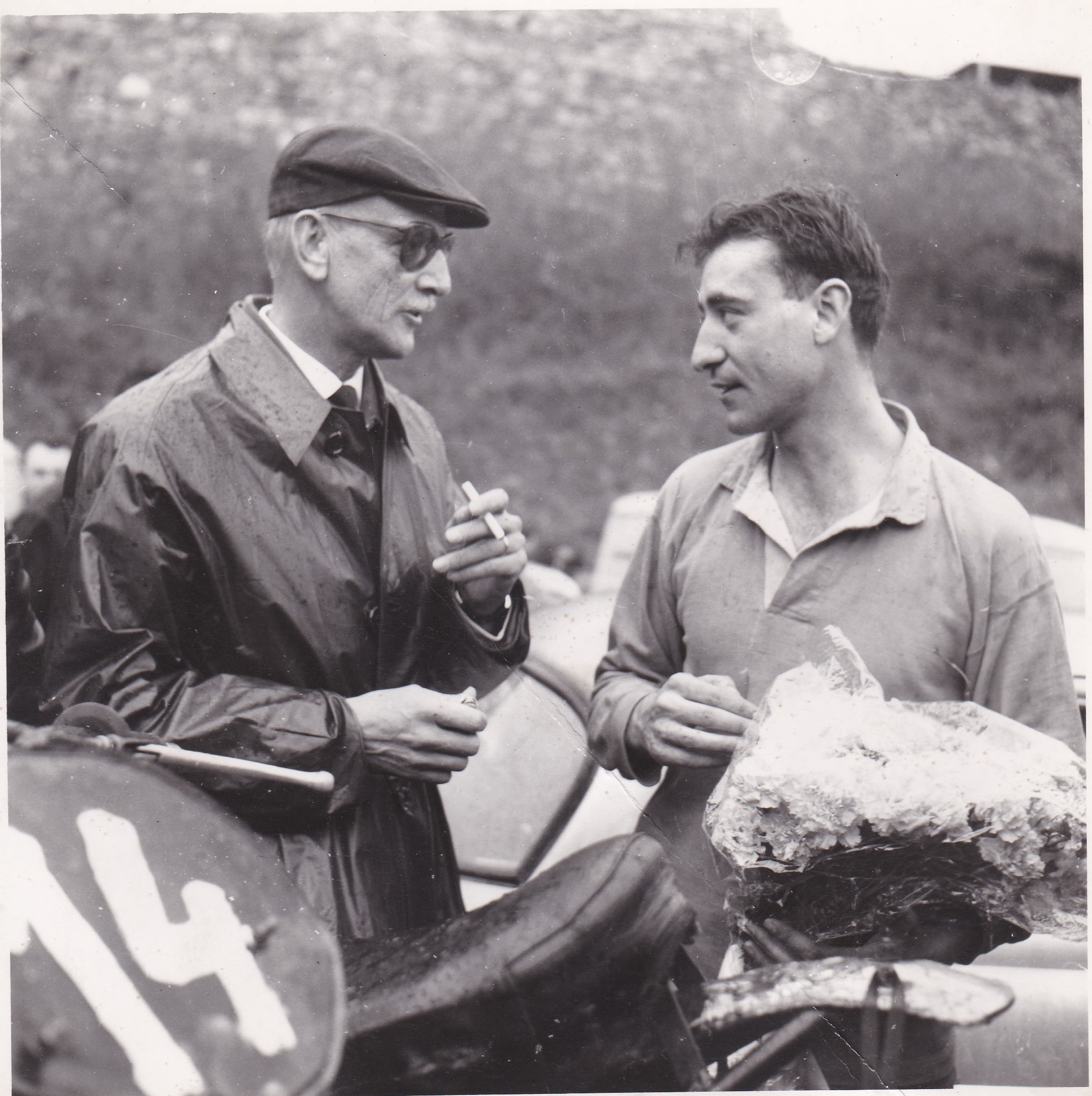
Oriol Puig Bultó amb el seu oncle Paco Bultó (esquerra), tot just acabat de guanyar el Campionat de 250cc al motocròs d'Aiete

| Posició | Pilot            | Motocicleta | Punts |
| ------- | ---------------- | ----------- | ----- |
| 1       | Oriol Puig Bultó | Bultaco     | ?     |
| 2       | Pere Pi          | Montesa     | ?     |
| 3       | Manuel Olivencia | Montesa     | ?     |
| 4       | Jesús Sáiz       | Bultaco     | ?     |
| 5       | Juan C. Cerralbo | Bultaco     | ?     |
| 6       | ?                | ?           | ?     |
| 7       | ?                | ?           | ?     |
| 8       | ?                | ?           | ?     |
| 9       | ?                | ?           | ?     |
| 10      | ?                | ?           | ?     |